# Емблема Одіши
Емблема Одіши — офіційною печаткою уряду індійського штату Одіша.

## Історія
3 серпня 1964 року Рада міністрів затвердила проєкт печатки штату у вигляді статуї коня Конарк. Емблема символізує вишкіл, силу та прогрес.

## Дизайн
Емблемою є кругла печатка із зображенням статуї Воїна та Коня, знайденої в Храмі Сонця в Конарку. Гербом емблеми є Левова капітель Ашоки.

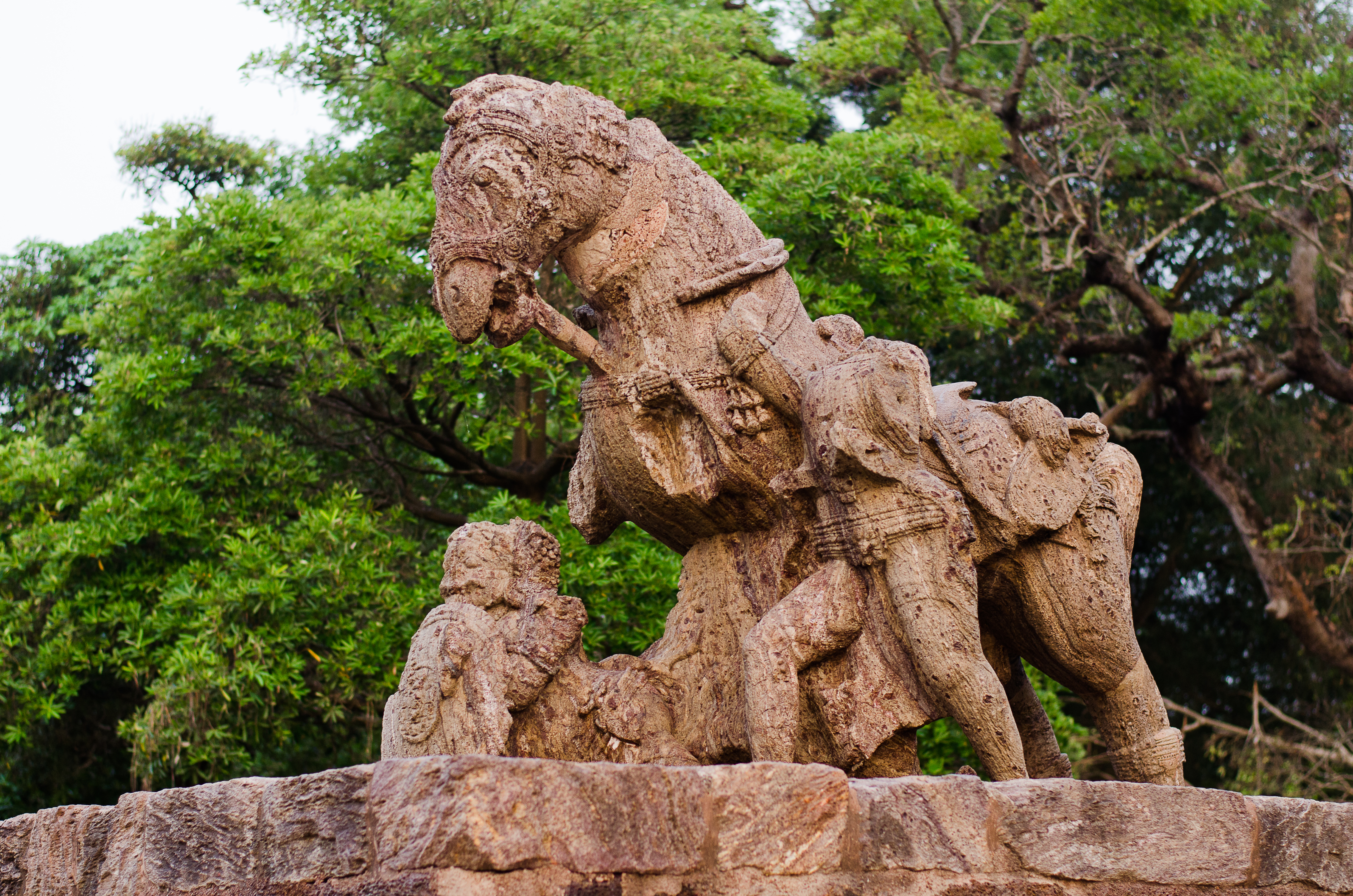
Статуя воїна та коня
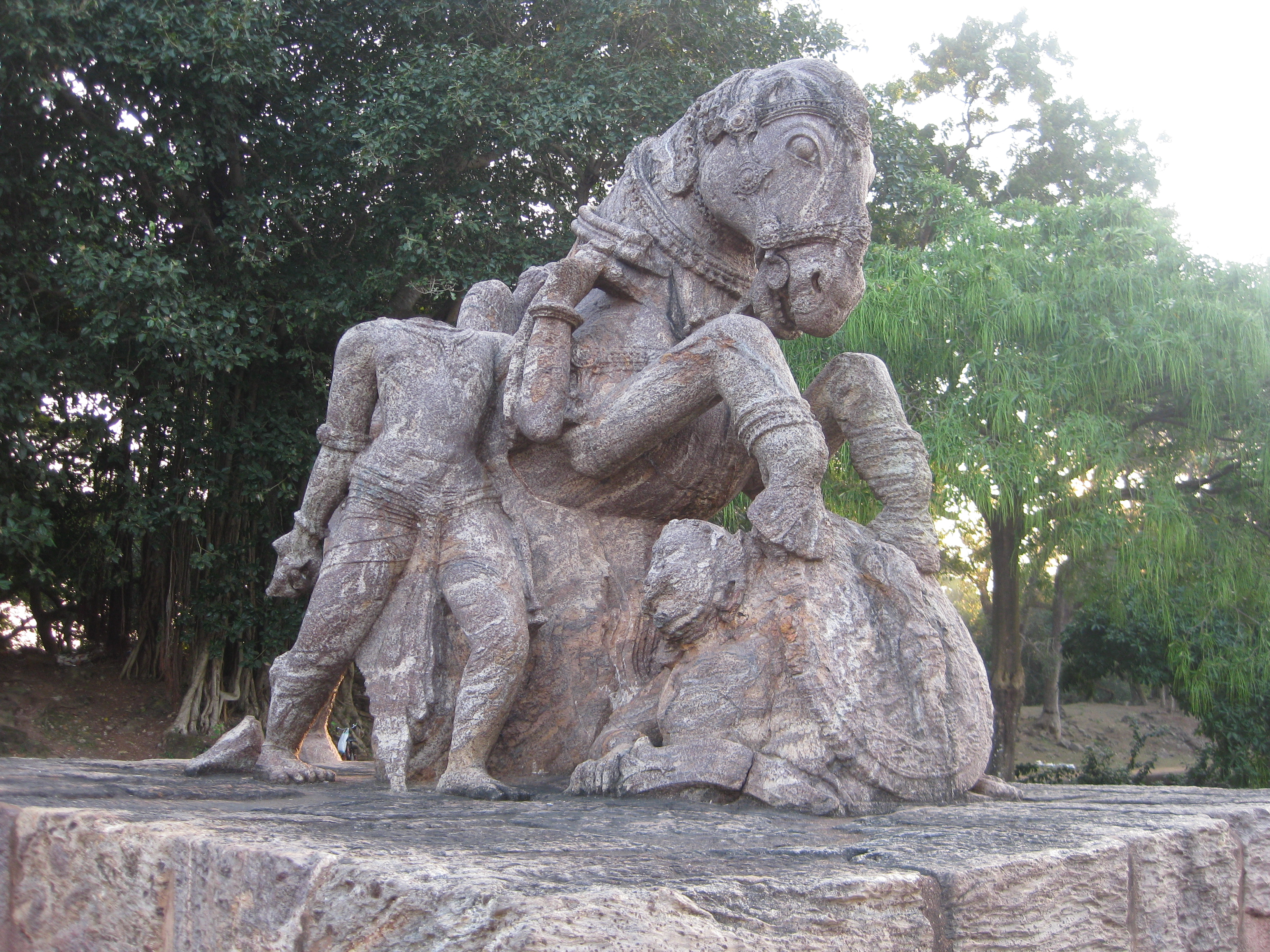
Статуя воїна та коня

## Історичні емблеми
Емблеми колишніх князівств і Заміндарів.

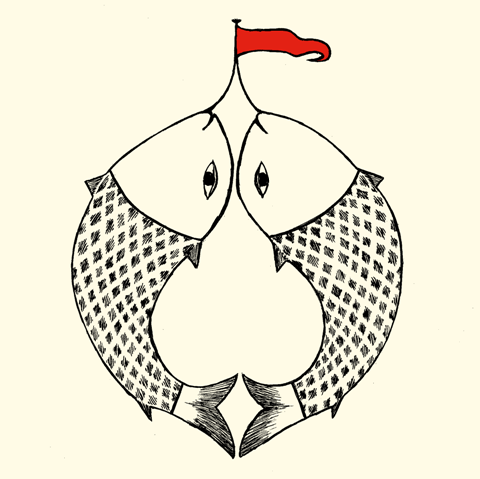
Дхенканал
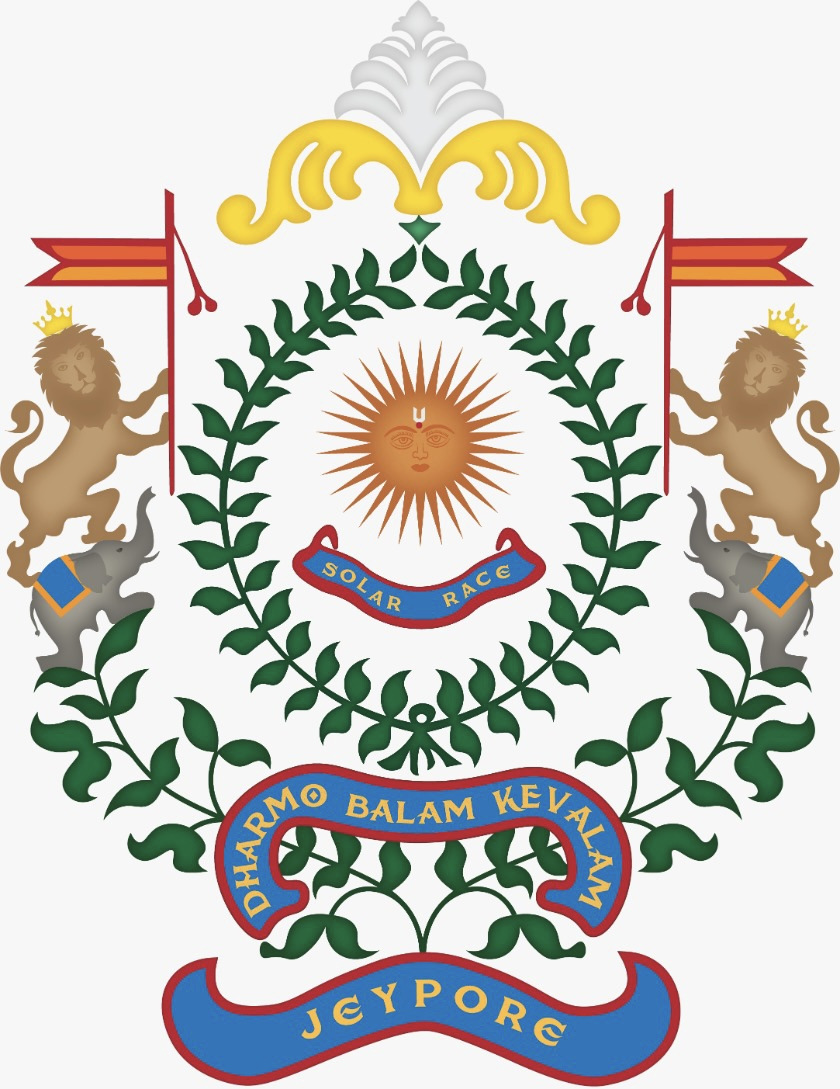
Джейпор
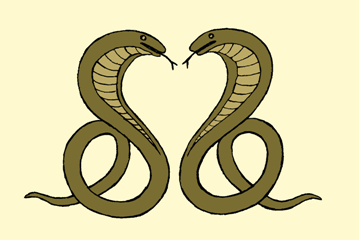
Калаханді
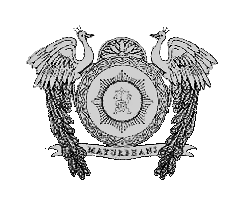
Маюрбхандж
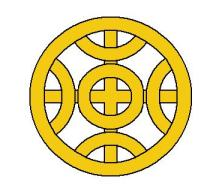
Сонепур

## Урядовий прапор
Уряд Одіші може бути представлений прапором із зображенням герба держави на білому полі.

Прапор Одіши